# Balfolk

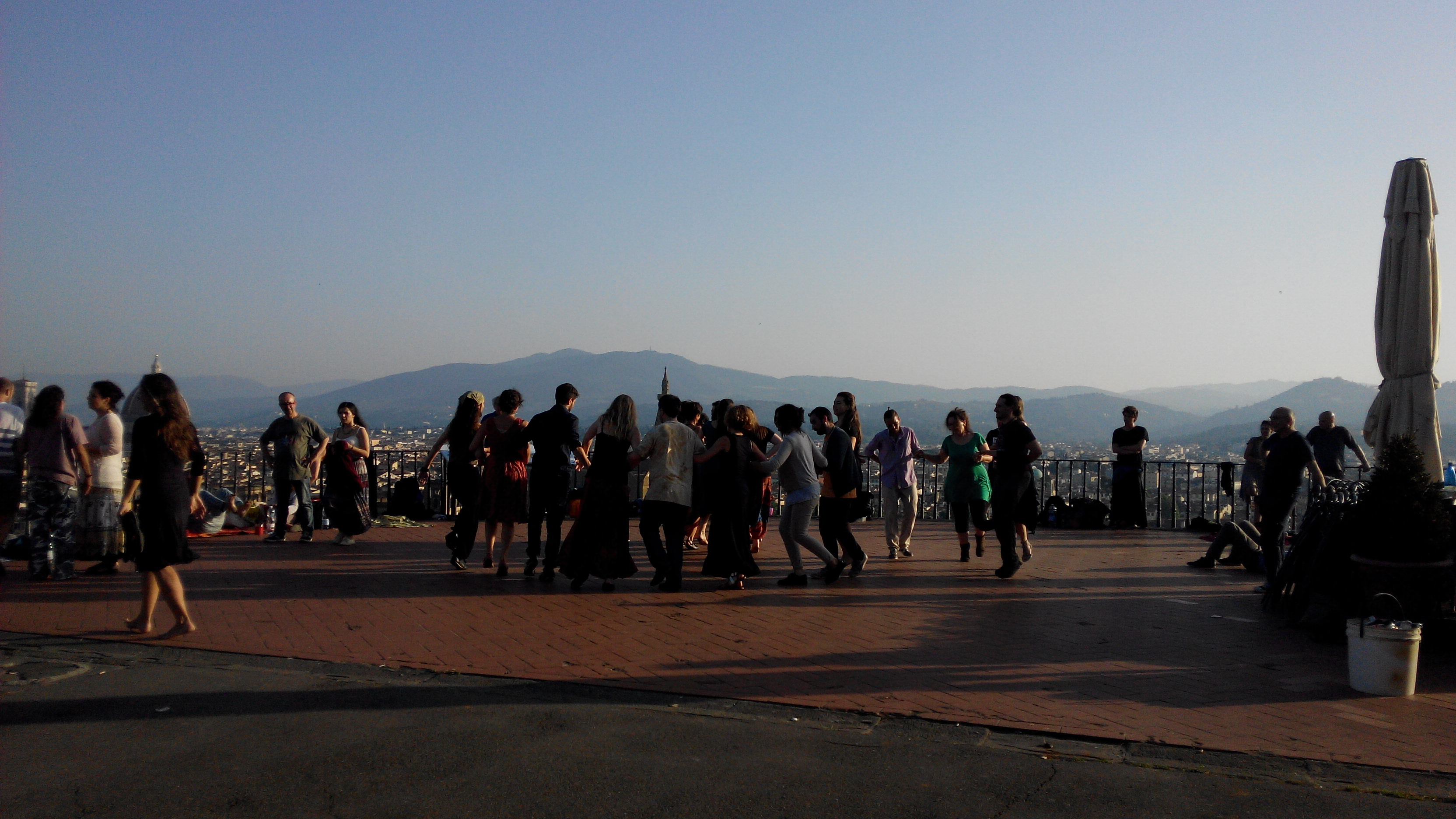
Mazurka klandestina Firenze 2016

Il BalFolk è un repertorio che comprende un insieme di danze di origine popolare, che vengono accompagnate dalla musica Folk o Neofolk. I balli provengono dalla tradizione di numerosi paesi europei tra cui la Francia, Belgio, Paesi Bassi, Germania e Italia, ma anche dalla tradizione di alcuni paesi extraeuropei. 

## Storia
Il balfolk è divenuto sempre più popolare a partire dagli anni '70. I balli sono stati presi sia da tradizioni popolari molto antiche, sia da balli moderni. La maggior parte di essi provengono dalle tradizioni francesi, irlandesi, guasconi e occitane.
I balli del balfolk si basano generalmente su semplici coreografie. Spesso durante la danza la precisione dei movimenti viene sacrificata, in favore dell'improvvisazione. Le danze, che possono essere ballate sia singolarmente, sia in coppia, sia in gruppo, possono essere di diverse tipologie: in cerchio, in ronda, in coppia seguendo un cerchio e/o con scambi di coppia. 
Sebbene vi siano delle somiglianze, le danze del balfolk non sono uguali alle danze ballate dai gruppi folkloristici tradizionali. Le danze folkloristiche, infatti, comprendono coreografie più estese, che spesso vengono ballate con abiti tradizionali, mentre nel balfolk non vi è uno specifico codice di abbigliamento. Inoltre in questo tipo di danze la conservazione e la rappresentazione della tradizione sono degli aspetti cruciali. Gli incontri, infatti, si sviluppano solitamente in forma di spettacolo dove il pubblico siede a guardare i ballerini esibirsi nelle loro coreografie. Anche le musiche spesso provengono dalla tradizione.

## Musica Folk

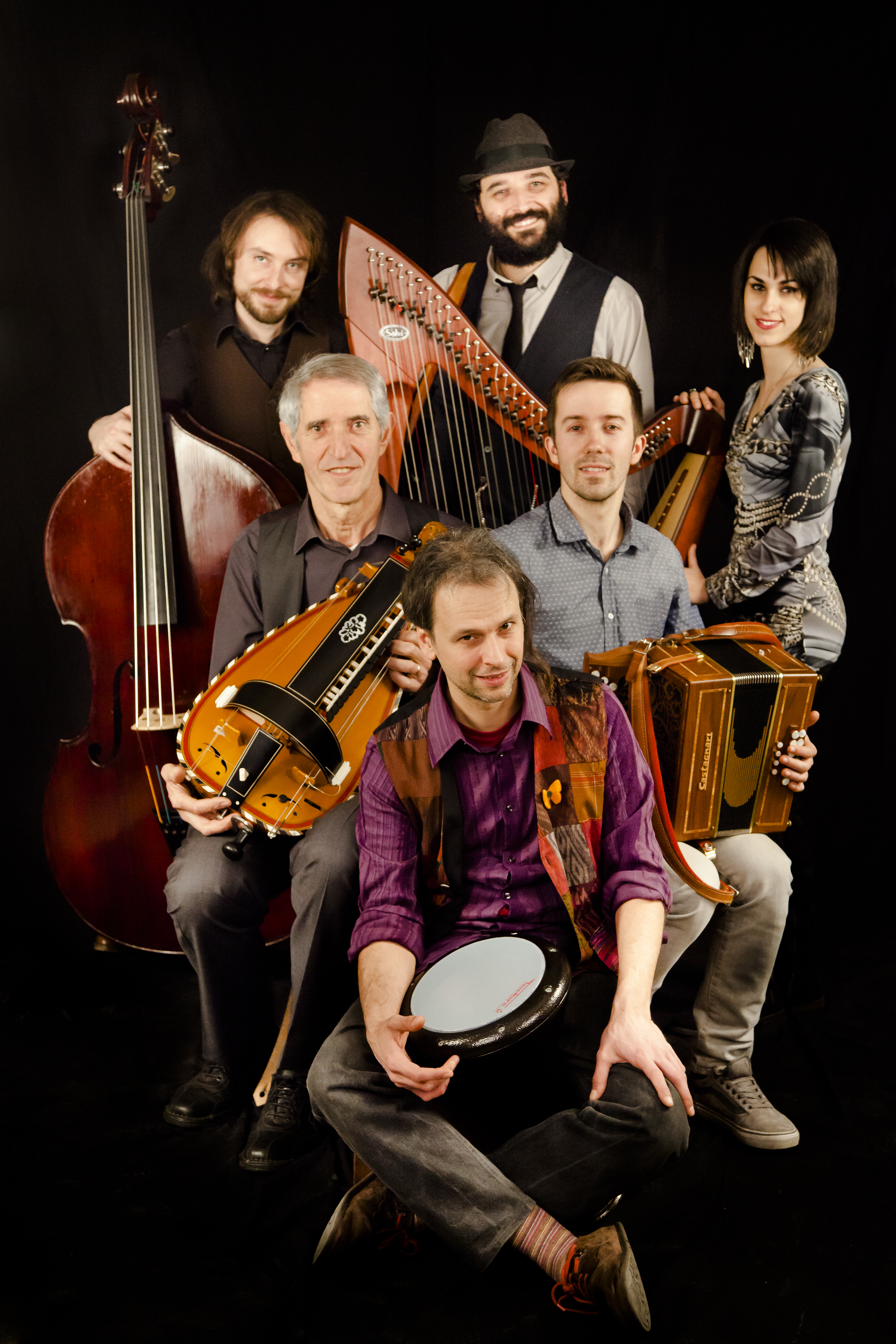
La Mesquia

La maggior parte della Musica folk è originaria del paese di provenienza su cui il Ballo è strutturato. Quindi è caratterizzata da differenti strumenti e tipologie musicali.
Oltre alle musiche tradizionali sono sempre più diffusi anche dei brani rimodernati, i quali hanno musicalità e strumenti diversi dalla tradizione originaria. Buona parte di questa musica è sfociata nella musica Neofolk.

## Danze comuni
Le serate di balfolk spesso includono le seguenti danze:
- Scottish
- Bourrée
- Walzer
- Polka
- Mazurka
- Polska (danza)
- Chapelloise
- Circolo circassiano
- Giga
- Danze bretoni come il "Ridée", "Laridé", "An Dro", "Hanter Dro" e "Kost ar c'hoat"
- Fandango
- Balli in ronde
- Danze in contraddanza